# Prinčevi u Toweru
Prinčevi u Toweru/Prinčevi u tornju/Prinčevi u kuli je izraz često korišten kada se govori o prinčevima Eduardu V. (12) i Rikardu od Shrewsburya, vojvodi od Yorka (9). Dva brata su bili jedini sinovi kralja Eduarda IV. i Elizabete Woodville koji su nadživjeli vlastitog oca 1483. godine. Kada su imali dvanaest i devet godina, s poštovanjem su otpraćeni i odvedeni u Londonski toranj pod nadležnošću njihovog strica, Rikarda, koji je tada glasio kao Lord zaštitnik sve dok ne sazriju da preuzmu englesko prijestolje. Trebali su biti zatvoreni - navodno iz sigurnosnih razloga - sve do kurnidbe mladog Eduarda V. Međutim, prije same svečanosti, obojica su proglašena nelegitimnim potomcima. Njihov je stric postao kralj, poznat kao Rikard III.
Nadalje je nejasno što se dječacima dogodilo nakon zadnjeg zabilježenog viđenja prinčeva u tornju. Generalno se pretpostavlja da su ubijeni. Najučestalija hipoteza je bila da ih je stric dao ubiti kako bi samom sebi osigurao krunu. Njihova smrt se mogla dogoditi 1483. godine, no, izuzev nestanka, jedini dokaz za ubojstvo je neuvjerljiv. Kao rezultat, nekoliko drugih hipoteza je predloženo, uključujući sugestiju da su ubijeni od svog ujaka, vojvode od Buckinghama, ili šogora, kralja Henrika VII, između ostalog. Također se sugeriralo da je jedan od dvojice kraljevića možda pobjegao prije pogubljenja. 1487. godine, Lambert Simnel je tvrdio da je RIkard, vojvoda od Yorka. No, kasnije se predstavljao kao Rikardov rođak, grof od Warwicka. Od 1491. sve do njegovog uhićenja 1497. godine, Perkin Warbeck tvrdio je da je Rikard, vojvoda od Yorka, koji je navodno pobjegao preko Flandrije. Warbeckovu tvrdnju su podržavali neki njegovi suvremenici, uključujući njegovu tetu, vojvotkinju od Burgundije.
1674. godine, radnici u tornju su iskopali ispod stepeništa drvenu kutiju u kojoj su bila dva malena ljudska kostura. Ti su se ostatci tada prihvatili kao kosti tih prinčeva, ali to nikada nije bilo dokazano. Kralj Karlo II. je dao kosti zakopati u Westminsterskoj opatiji, gdje su i ostale.

## Kontekst
9. travnja 1483. godine, engleski kralj Eduard IV. neočekivano je umro nakon trotjedne bolesti. U to vrijeme je Eduardov sin i prestolonasljednik Eduard V., boravio u dvorcu Ludlow. Brat pokojnog kralja, Rikard, primio je vijesti 15. travnja, iako je već ranije bio obavješten o kraljevoj bolesti. Zapisano je da je javno "davao zakletvu njegove odanosti novom kralju". The Croyland Chronicle tvrd da je prije smrti Eduard IV. svog brata Rikarda imenovao Lordom Zaštitnikom. Eduardov zahtjev možda nije igrao nikakvu ulogu zbog činjenice, kako je pokazala povijest s Henrikom V. Vijeće nije bilo obavezno slijediti želje pokojnog kralja.
Rikard je dao uhititi Eduardovog ujaka, Anthonyja Woodvillea, 2. grofa Riversa, i njihovog polubrata, Sir Richard Grey te ih je dao pogubiti. Elizabeta Woodville, Eduardova udovica, povela je svoju djecu u utočište u Westminsterskoj opatiji.
Eduard V. je skupa sa stricem stigao u London. Nastavili su se planovi oko prinčeve krunidbe, no datum je odgođen. 19. svibnja 1483. Eduard je smješten u Londonski toranj, tadašnju tradicionalnu rezidenciju vladara prije krunidbe. 16. lipnja, pridružio mu se mlađi brat Rikard, vojvoda od Yorka, kojeg je majka pod prisilom morala poslati iz utočišta. Rikard, njihov stric, sve duže je odgađao Eduardovu krunidbu. U nedjelju, 22. lipnja, Rikard je proglašen jedinim legitimnim kraljem Engleske. 25. lipnja, "skupina of grofova, vitezova i gospode" tražila je da Rikard preuzme prijestolje. Oba princa su od Parlamenta proglašena nelegitimnim, što je potvrđeno aktom Titulus Regius ("kraljevskom titulom"). Dokument je tvrdio da je brak Eduarda IV. i Elizabete bio nevaljan zbog Eduardovog obećanja za brak s Lady Eleanor Butler. Rikard je okrunjen kao Rikard III. 3. srpnja.

## Nestanak
Dominic Mancini, talijanski redovnik koji je boravio u Londonu tijekom toplih mjeseci 1483. godine, dokumentirao je kako su, nakon Rikardovog preuzimanja prijestolja, Eduard i njegov mlađi brat Rikard odvedeni u unutarnje odaje Kule i onda su sve manje i manje viđeni sve dok nisu nestali. Također spominje kako je u to vrijeme Eduard redovno primao posjete svog liječnika, koji je izvještavao o prinčevu stanju: 
"Poput žrtve pripremljene za žrtvovanje, tražio je oprost svojih grijeha svakodnevnom ispovijedi i pokorom, jer je vjerovao da se ubrzo suočava sa smrti." 
Postoje izvještaji o tome kako su se prinčevi igrali u Kuli ubrzo nakon što se Rikard pridružio bratu, ali nema svjedoka koji tvrdi da ih je vidio tijekom ljeta 1483. godine. Pokušaj oslabađanja prinčeva u drugoj polovici srpnja prošao je neuspješno. Njihova sudbina ostaje povijesni misterij.
Brojni povjesničari su uvjereni da su prinčevi pogubljeni. Neki sugeriraju da se ubojstvo odvilo krajem ljeta 1483. godine. Maurice Keen tvrdi da je pobuna protiv Rikarda 1483. provtno "nastojala spasiti Eduarda V. i njegovog brata iz Kule prije nego što bude prekasno". Međutim, čim se upetljao vojvoda od Buckinghama, podrška se smijenila na stranu Henrika Tudora zato što "je Buckingham skoro sigurno znao da su prinčevi u Kuli mrtvi." 
Alison Weir je predložila 3. rujna 1483. kao potencijalan dan. No, njezin rad se kritizira zbog "izvođenja zaključka koji se oslanja više na njezinu maštu nego dokaze koje je ona nespretno predstavila."
Clements Markham sugerira da su prinčevi vjerojatno bili živi najkasnije do srpnja 1484. godine, upućujući na regulacije izdane od Rikardovog dvora koji tvrdi: "djeca bi trebala biti zajedno za doručak". James Gairdner, međutim, tvrdi da je nejasno koga sve obuhvaća izraz "djeca", te da to ne mora uključivati prinčeve iz tornja. Može se odnositi na Eduarda, grofa od Warwicka (sin vojvode od Clarencea) i Eduardove dvije mlađe kćeri, Katarinu i Bridget, svu djecu koja su živjela pod Rikardovom skrbi u Sheriff Hutton.

## Dokazi
Osim samog nestanka dječaka, ne postoji nijedan izravan dokaz da su ubijeni, niti "nijedan pouzdan, dobro informiran, neovisan ili cjelovit izvor" što se tiče tih događaja. Bez obzira na to, poslije njihovog nestanka, brzo su se proširile glasine o njihovom ubojstvu. Dominic Mancini je jedini izvor kao svjedok iz tog doba. Njegovo svjedočenje je otkriveno tek 1934. godine. Kasniji dokumenti pisani nakon dolaska kralja Henrika VII. na vlast smatrani su propagandom dinastije Tudor.
Četiri neidentificirana trupla su otkrivena, a povezali su ih s ovim nemilim događajem: dva kod Kule i dva u kapelici sv. Jurja u dvorcu Windsor. Tijela iz tornja su prebačena u Westminstersku apatiju, čija je uprava odbila provedbu DNK analize kako bi se saznala povezanost između tih mrtvih tijela i mladih prinčeva.

## Glasine
Nekoliko izvora sugerira da je bilo govorkanja o smrti prinčeva netom nakon njihovog nestanka. Spomenuti tračevi su stigli do Francuske. U siječnju 1484. Guillaume de Rochefort, kraljevski kancelar Francuske, upozorio je sigurnosne djelatnike kraljevskog dvora na temelju prinčeva u tornju da se dobro pobrine za njihovog kralja, Karlo VIII., koji je tada imao tek trinaest godina. Rani izvještaji, uključujući Rochefortov, Philippe de Commines (francuski političar), Caspar Weinreich (njemački kroničar tog vremena) i Jan Allertz (roterdamski kroničar), tvrde da je Rikard ubio prinčeve prije preuzimanja prijestolja (prije lipnja 1483.). De Commines' Memoirs (1500.), međutim, upire prstom u vojvodu od Buckinghama kao osobu koja ih je dala usmrtiti.
Samo Mancinijevo izvješće je najpouzdanije, kako je nastalo u Londonu prije studenog 1483. godine. The Croyland Chronicle i de Commines' pisano je godinama kasnije nakon Rikardove smrti i uspona Tudorovih. Markham, pišući davno prije otkrića Manicijevog zapisa, tvrdi da su sva izvješća poslije Rikarda bili pod snažnim utjecajem Johna Mortona, biskupa iz Canterburya, kako bi ocrnio Rikarda III.

## Rani autori
Chronicles of London od Roberta Fabyana, nastale otprilike 30 godina poslije nestanka kraljevića, naziva Rikardom njihovim ubojicom.
Thomas More (odani pristaša Tudorovih koji je odrastao u kući Johna Mortona) napisao je The History of King Richard III (povijest kralja Rikarda III.), nastalo 1513. godine. U djelu je Sir James Tyrrell ubojica koji sluša Rikardove naredbe. Tyrrell je bio odani sluga Rikarda III. koji, tvrdi autor, priznaje da je ubio prinčeve prije njegovog smaknuća za izdaju 1502. godine. More je tvrdio da su prinčevi were ugušeni do smrti u njihovim krevetima kako je Tyrell naredio svojim agentima. (Miles Forrest i John Dighton) te su zakopani na nekom tajnom mjestu.
Polydore Vergil, u svom djelu Anglica Historia (1513. godine), isto upućuje na Tyrrella kao ubojicu koji je oklijevao u tom činu. Rikard je time htio ugušiti daljnje pobune, gaseći nadu u druge prijestolonasljednike koji ugrožavaju njegovu vladavinu.
Holinshed's Chronicles, nastale u drugoj polovici 16. stoljeća, tvrde da je prinčeve dao ubiti Rikard III. Kronike se ubrajaju u najvažnije izvore kojima se služio William Shakespeare za svoju dramu Rikard III, koja prikazuje Rikarda kao ubojicu, u smislu da je izdao naredbu za njihovo pogubljenje. A. J. Pollard vjeruje da su kronike zrcalile opće poznato i prihvaćeno stajalište tog doba, kada je propaganda već postala povijesna činjenica.
More je svoje djelo napisao s namjerom pisanja o moralu više nego povijesti. Na Moreovom djelu se temelji Shakespearova drama Richard III.

## Tijela

### U Londonskom tornju
Godine 1674., neki radnici su u Londonskom tornju pronašli drvenu kutiju u kojoj su bila dva malena ljudska kostura. Bilo je zakopano 3 metra ispod stepeništa koje vode do kapelice Bijelog Tornja. To nisu bila prva dječja tijela pronađena u Toweru. Kosti dva djeteta su prethodno bila pronađena "u staroj odaji koja je ponovno bila zazidana", za koju Pollard navodi da su isto mogla biti ta dva princa. Razlog zašto su se ova dva mrtva tijela povezala s prinčevima je taj što se lokacija kostiju podudara s onom koju je navodio More. Međutim, More također navodi da su tijela odvedena na "bolje mjesto", što očigledno nije bila istina. Jedan anoniman izvještaj navodi da su "komadići krpe i baršuna po njima" što upućuje na to da su mrtvaci bili aristokrati. Četiri godine nakon otkrića, kosti su smještene u urnu i, po naredbama kralja Karla II., premještene u Westminstersku opatiju.
Kosti su sklonjene te dane na proučavanje 1933. godine. Mjereći određene zube i kosti, zaključili su da su kosti pripadale djeci iste dobi kao od nestalih kraljevića. Jedan je kostur bio veći od drugoga. Velik broj kostiju je nedostajao, uključujući dio čeljusti manjeg tijela i svih zubiju onog većeg tijela. Brojne kosti su slomili radnici koji su ih pronašli. Proučavanje je bilo izloženo kritici na temelju toga da je izvedena na pretpostavci da su kosti pripadale zagonetnim prinčevima, tako da je čitav fokus bio na tome pokazuju li kosti znakove gušenja. Nitko nije pokušao odrediti niti spol mrtvih tijela.
Daljnja istraživanja se po tijelima nisu provodila, čak niti DNK analiza (ako je to moguće). Krenula je peticija putem Interneta za vladu Velike Britanije koja zahtijeva da se DNK tih kostiju analizira. Međutim, zatvorila se brzo. Pollard ističe da, čak i da je moguće da DNK odredi pripadaju li te kosti prinčevima, to ne bi dokazalo tko ih je ubio.

### Kapelica sv. Jurja u Windsoru
Godine 1789., radnici, noseći popravke u kapelicu sv. Jurja u Windsoru, ponovno su otkrili i slučajno provalili u grobnicu kralja Eduarda IV. i njegove kraljice Elizabete Woodville. Tu je otkrivena mala nadodana grobnica u kojoj su se nalazila dva saga s dva nepoznata mrtva dječja tijela. No, nikakvo istraživanje nije provedeno te se grobnicu ponovno zatvorilo. Na grobnici su napisana imena dvoje djece Eduarda IV.: George, 1. vojvode od Bedforda (koji je umro s dvije godine) i Marija od Yorka (koja je umrla s 14 godina). Oboje su živjeli kraće od svojih roditelja. 
Iako britansku akademsku zajednicu dan danas zanima misterij o dva princa, za svako istraživanje kraljevskih grobnica trebaju dopuštenje Krune, odnosno, kraljice Elizabete II., koja dosad nije izdala nijedno takvo dopuštenje.

## Teorije
Nedostatak čvrstih dokaza o sudbini malih prinčeva dovelo je do velikoj broja teorija vezano za njihov nestanak. Najprihvaćenija teorija da su ubijeni netom nakon nestanka. Među autorima i povjesničarima koji prihvaćaju teoriju o ubojstvu, najučestalije objašnjenje jest da ih je dao ubiti Rikard III.

### Rikard III.
Mnogi povjesničari se slažu da je Rikard III. najvjerojatnije kriv za nestanak kraljevića iz brojnih razloga. Iako je prinčeve eliminirao proglasivši ih nelegitimnima, bojao se da će izbiti pobuna protiv njega ako javnost nastavlja vjerovati da su prinčevi živi i spremni za preuzimanje prijestolja. Primjer toga jest pokušaj oslobađanja malih prinčeva u nadi da ih vratiti na prijestolje. Zahvaljujući tome, Rikard je znao da će uvijek biti ugrožen ako svoje nećake ostavi na životu. Dječaci bi uvijek mogli biti iskorišteni u takve političke svrhe protiv njega. Glasine o njiihovoj smrti već su kružile krajem 1483. godine, ali Rikard nikada nije pokušao dokazati da su još živi ili ih pokazati javnosti, što je sugeriralo da su već dotada bili mrtvi. Međutim, nije šutio o tom pitanju. 
Rikard nikada nije pokrenuo istragu o tom događaju, što bi ga sigurno zanimalo ako nije odgovoran za njihovu smrt.
Kralj je bio na putu zbog Yorkovih pobuna, daleko od dvora, u trenutku kada su prinčevi nestali. Ako su tada ubijeni, Rikard to osobno nije mogao provesti. Dječaci su bili pod stražom tornja, koju su nadzirale Rikardove snage. Pristup prinčevima je mogao samo kralj odobriti. Uvijek je moguće da je poslao nekog od svojih agenta da ih ubije, ali postoji mala mogućnost da su mogli biti ubijeni bez njegovog znanja. To dovodi do teorije o Jamesu Tyrellu po Moreu i Polydore Vergilu. Tyrrell je bio engleski vitez koji se borio za dinastiju York u brojnim prilikama. Uhitile su ga snage Henrika VII. 1502. godine zbog potpore Yorkovog kandidata za prijestolje. Ubrzo nakon toga, Thomas More je napisao kako je, dok su ga mučili, priznao da je ubio male prinčeve po zapovijedi Rikarda III. To priznanje je uvjerljivo budući da je nakon 1483. godine Tyrell velikom brzinom napredovao u karijeri. Međutim, More je jedini zapisnik tog priznanja te "nikakvo pravo priznanje nikada nije bilo pronađeno". Pollard preispituje pouzdanost Thomasa Moore zbog njegove naklonosti Tudorima.
Rikardova krivnja je bila vrlo dobro prihvaćena teorija. Činilo se da je to uvjerenje dijelila i majka prinčeva, Elizabeta Woodwille, koja je podržavala Henrika Tudora u borbi za prijestolje protiv Rikarda III. Mogući motiv Elizabete Woodwille za pomirenje s Rikardom i izlaženje sa svojim kćerima iz utočišta mogla bi biti činjenica da se Rikard pisano zakleo, pred svjedocima da će štititi i brinuti se za njenu preživjelu djecu.

Kada je preuzeo englesko prijestolje, Henrik je Rikarda III. optužio idućim riječima (nijednom izričito spomenuvši prinčeve):
"neprirodna, nestašna i velika krivokletstva, izdaje, ubojstva i ubojstva, u prolijevanju djetetove krvi, s mnogim drugim nepravdama, gnusnim uvredama i gnusobama protiv Boga i čovjeka"

### Henry Stafford, 2. vojvoda od Buckinghama
Henry Stafford, poznat kao Rikardova desna ruka, kao osumnjičenik ovisi o činjenici jesu li prinčevi umrli prije Staffordovog smaknuća u studenom 1483. godine. Stafford je mogao imati nekoliko motiva za to ubojstvo. Kao potomak Eduarda III., preko Johna od Gaunta, 1. vojvoda od Lancastera, Stafford je mogao gajiti nade da osobno preuzme prijestolje. S druge strane, mogao je djelovati po naredbama nekog trećeg. 

Određen broj autora vidi Stafforda kao najvjerojatnijeg izvršitelja: njegovo smaknuće nakon pobune protiv Rikarda III. u listopadu 1483. godine, moglo je naznačiti da su se on i kralj posvađali (oko situacije s prinčevima?). Suvremeni portugalski zapis o Staffordu kao krivcem tvrdi: 
"...i nakon preminuća kralja Eduarda godine '83., još jedan od njegove braće, vojvoda od Gloucestera, imao je pod svojom vlasti princa od Walesa i vojvodu od Yorka, mlade sinove brata spomenutoga kralja, i dao ih je vojvodi od Buckinghama, pod čijom su brigom spomenuti prinčevi umrli od gladi." 
Dokument, stvoren desetljećima poslije nestanka prinčeva, pronađen je u arhivi sveučilišta u Londonu 1980. godine: "da je to stega vojvode od Buckinghama". To je sve dovelo do teorije da su neki Rikardovi pristaše (Tyrell, Stafford) djelovali po pitanju prinčeva na vlastitoj inicijativi bez kraljevog odobrenja, potkrjepljujući to činjenicom da su kralj i on u Londonu bili u napetim odnosima.
Stafford je, po njihovim suvremenicima, jedini drugi kandidat pokraj kralja Rikarda da je mogao izvršiti to ubojstvo. Međutim, postoje dva razloga zbog kojih je malo vjerojatno da je postupio sam. Kao prvo, ako je djelovao bez kraljevih naredbi ili dopuštenja, vrlo je iznenađujuće da ga Rikard nije okrivio za to ubojstvo nakon uhićenja i pogubljenja, posebice ako je Rikard tako mogao maknuti ljagu s vlastitog imena. Kao drugo, vjerojatno je trebao Rikardovu pomoću da bi pristupio kraljevićima koji su bili pod strogim nadzorom u tornju, iako naravno postoji mogućnost da je Stafford bio izuzetak pravilima tornja te da je mogao sam prići prinčevima. Kao rezultat, povjesničari nisu prihvatili teoriju da bi Stafford djelovao bez Rikardovog dopuštenja. Neki sugeriraju da je moguće da je Rikard šutio jer mu nitko ne bi vjerovao da nije sudjelovao u zločinu. Uvijek je moguće da je Stafford maštao o preuzimanju prijestolje za sebe te da je ubijanje prinčeva bio njegov prvi korak u tom naumu.

### Henrik VII.
Henrik Tudor, poslije preuzimanja engleskog prijestolja, smaknuo je neke suparnike oko Krune. Ivan od Gloucestera, nelegitiman sin od Rikarda III., je navodno smaknut iz tih razloga. Henrik je između nestanka prinčeva i kolovoza 1485. godine bio u inozemstvu. Jedina prilika da on ubije prinčeve bila bi nakon njegove pobjede 1485.
Henrik je oženio najstariju sestru spomenutih prinčeva, Elizabetu od Yorka, kako bi jačao svoj utjecaj. 
Sugerira se da je Henrik naredio smaknuće prinčeva oko 16. lipnja i 16. srpnja 1486. godine. Osim što bi time isključio prijetnju za prijestolje, Henrik bi dobio brojna imanja u ime Krune od Elizabete Woodwille te ju dao zatvoriti u opatiju. Međutim, brojni autori tvrde da je Elizabeta dragovoljno otišla u opatiju.

Moguće je da je Henrikova šutnja oko nestalih prinčeva vjerojatnije politička proračunatost nego osobna krivnja. Nikada nije bio okrivljen ni od jednog suvremenika za to ubojstvo, čak ni od svojih suparnika i neprijatelja. 
'S Henrikom, kao i s Rikardom, nema pravih dokaza krivnje te bi, da je dao ubiti prinčeve, brzo pokazao leševe i ingenioznu odgovarajuću priču koja bi krivnju svalila na Rikarda.' (Jeremy Potter, slobodan prijevod)
Nadalje, Holinshed izvještava 1577. da je Rikard "proglasio svoju nevinost" što se tiče "ubojstva svojih nećaka javnosti", što upućuje na to da su dječaci stvarno ubijeni tijekom Rikardove vladavine. Također nije vrlo vjerojatno da su prinčeve držali na životu dvije godine dok su kružile glasine o njihovoj smrti.

### Ostali osumnjičeni
- John Howard, 1. vojvoda od Norfolka;
- Margareta Beaufort, majka Henrika VII.
- Jane Shore, ljubavnica Eduarda IV.

## Posljedice
Tijekom vladavine Henrika VII., dva pojedinca predstavljala su se kao Rikard, vojvoda od Yorka, koji je izbjegao pogubljenje. Lambert Simnel prvotno je tvrdio da je Rikard, te promijenio priču da je Eduard Plantagenet, 17. grof od Warwicka. Perkin Warbeck se kasnije predstavljao kao Rikard, u Irskoj i nazivajući se kraljem Rikardom IV. Margareta od Yorka, vojvotkinja od Burgundije, formalno je priznala Warbecka kao Rikarda. Margareta, sestra Rikarda III. i Eduarda IV., suparnica Henrika VII., prije toga je također SImnela prepoznala kao Rikarda. Warbecka je također priznao Jakov IV. u Škotskoj. Nakon propalog pokušaja invazije Engleske, bio je uhićen. Povukao je svoje tvrdnje, ostao zatvoren te smaknut. Vjeruje se da je bila riječ o uljezu kojeg su njegove pristaše prihvatili čisto iz političke svrhe.
Činjenica da su se dvije osobe prodavale kao Rikard koji je preživio doveo je do teorije o tome da je stvarni Rikard izbjegao smrt te da je Warbeck stvarno bio Rikard. Neki autori sugeriraju da je Rikard III. dječake odveo u inozemstvo njihovoj teti u Burgundiju te da su odgojeni pod izmišljenim identitetima. 

## Utjecaj
Politička stvarnost nakon nestanka kraljevića jest da su ubijeni te da je za to okrivljen Rikard III. Čak i da nije izravno odgovoran za njihovu smrt, činjenica da ih je zatvorio i držao pod strogim nadzorom, dovoljna je odgovornost za dobrobit tih dječaka. Mogućnost da su ubijeni nabijala mu je osjećaj krivnje zbog zanemarivanja, ako ne i okrutnosti kao njihovog strica kojemu je pokojni brat povjerio djecu. 
"Čini se nevjerojatnim da je Rikard ikad vjerovao da će mu ubijanje vlastitih nećaka osigurati prijestolje ili učiniti prihvatljivijim njegovom narodu." 
Ustanak u rujnu 1483. godine, u namjeri svrgavanja Rikarda III. i postavljanja Eduarda V. na prijestolje, nije bio zaustavljen objavom Eduardove smrti. Umjesto toga, pobunjenici su se okupili oko Henrika Tudora kao alternative.
Ništa drugo, osim činjenice da je Rikard ubio svoje nećake, ne bi Woodvilleove otjeralo na stranu Tudora. Činjenica da je većina pobunjenika bila bogata i moćna južna aristokracija, odana Eduardu IV., sugerira ogorčenost Rikardovim usponom na prijestolje: pokazalo se da im je bilo koja alternativa bolja od Rikarda III. s obzirom na to kako je tretirao svoje nećake. Vjerojatno su bili šokirani njegovim okrutnim režimom i ubijanjem. Glasine o njemu kao ubojici nećaka uvelike mu je smanjila popularnost diljem zemlje.